# صمام تنفيس

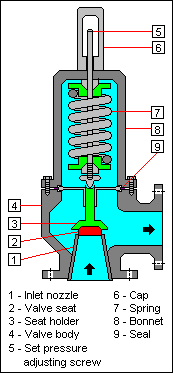
رسم يوضح الأجزاء الداخلية لصمام تنفيس.

صمام التنفيس هو صمام الغرض منه امتصاص أو تفريغ الضغط الزائد عن حد معيَّن، حتى لا يصل إلى درجة يتسبب فيها بكسر أو تلف المواسير. إن مبدأ عمل صمام التنفيس هو نفسه لصمام الأمان ولكن يطبق عند حدود ضغط أدنى من التي لصمام الأمان، بحيث إن فشل في تصريف الضغط يأتي صمام الأمان في مرحلة لاحقة أو قد يكون هذا الصمام حلزوني الشكل.

## تصميمه وطريق عمله
يحتوي الصمام على منفذ حلزوني يثبت فيه سداد. ويمسك هذا السداد في مكان ما، رافعة تحمل ثقلاً.
وتستخدم كثير من صمامات التنفيس زنبركًا بدلاً من وضع الثقل؛ وذلك لأن الزنبرك قلما يتعرض للتلف. وتسمّى صمامات التنفيس التي تستخدم الزنبرك صمامات التنفيس المفرقعة، إذ يمكن أن ينظم شد الزنبرك بحيث يحدث الصمام صوتا انفجاريًا، عند تخطي كمية الضغط المطلوبة.

## استخداماته
- يتم تركيبه بالقرب من محطات الضخ.
- كما يركب عند مداخل الغلايات، وتستخدم سخانات المياه أيضا صمامات التنفيس .
- ويستخدم في الأماكن المنخفضة في شبكات توزيع المياه داخل المدن.